# Aegires villosus
Aegires villosus är en snäckart som beskrevs av Farran 1905. Aegires villosus ingår i släktet Aegires och familjen Aegiridae. Inga underarter finns listade i Catalogue of Life.

## Bildgalleri

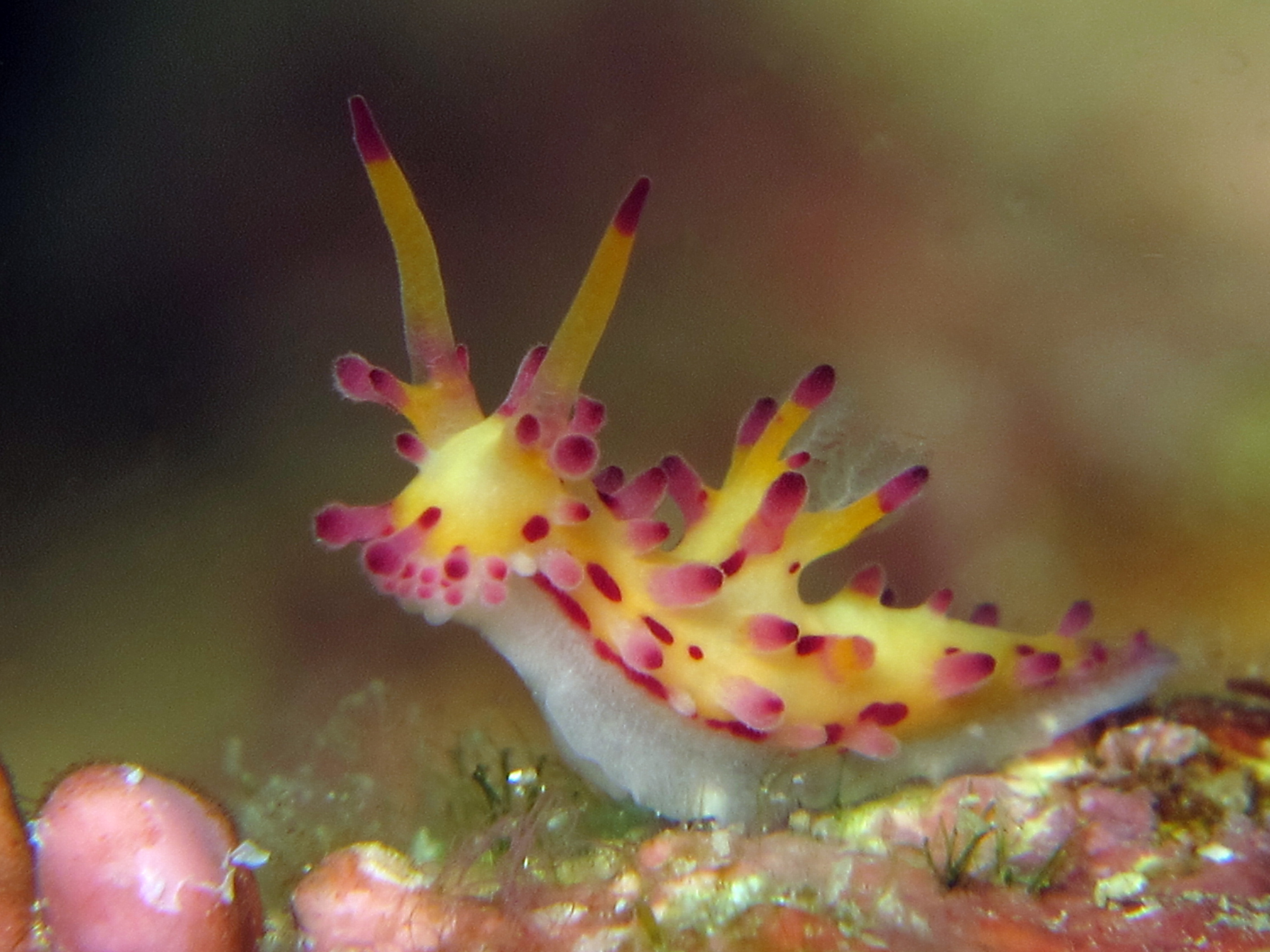